# 중국우편항공
중국우편항공 (중국어: 中国邮政航空公司)은 중화인민공화국의 화물 항공사로 총 300 여개 노선을 취항하고 있다. 본사는 중화인민공화국 베이징에 위치해 있으며 또한 사용하고 있는 허브 공항으로 난징 루커우 국제공항이 있다.

## 역사
- 1996년 11월 25일 : 회사 설립
- 1997년 2월 27일 : 첫 비행 실시
- 2002년 : 조직 개편으로 중국남방항공이 추가로 출자
- 2004년 8월 18일 : 항공편에 의한 올나잇 수송이 시작
- 2006년 7월 18일 : 허브 공항을 톈진 빈하이 국제공항으로 지정
- 2006년 7월 28일 : 민항 총국 화북 관리국에서 국제선 운항 인가
- 2006년 8월 3일 : 최초의 국제선으로 인천국제공항에 취항
- 2006년 12월 19일 : 일본 간사이 국제공항에 취항

## 보유 기종
- 2019년 9월 기준으로 중국우편항공은 다음과 같은 기종을 보유하고 있다[1].

### 퇴역 기종
- 보잉 737-300F 1대
- 보잉 757-200PCF 2대

## 같이 보기
- 중국우정
- 중국남방항공